# Franco Pacini

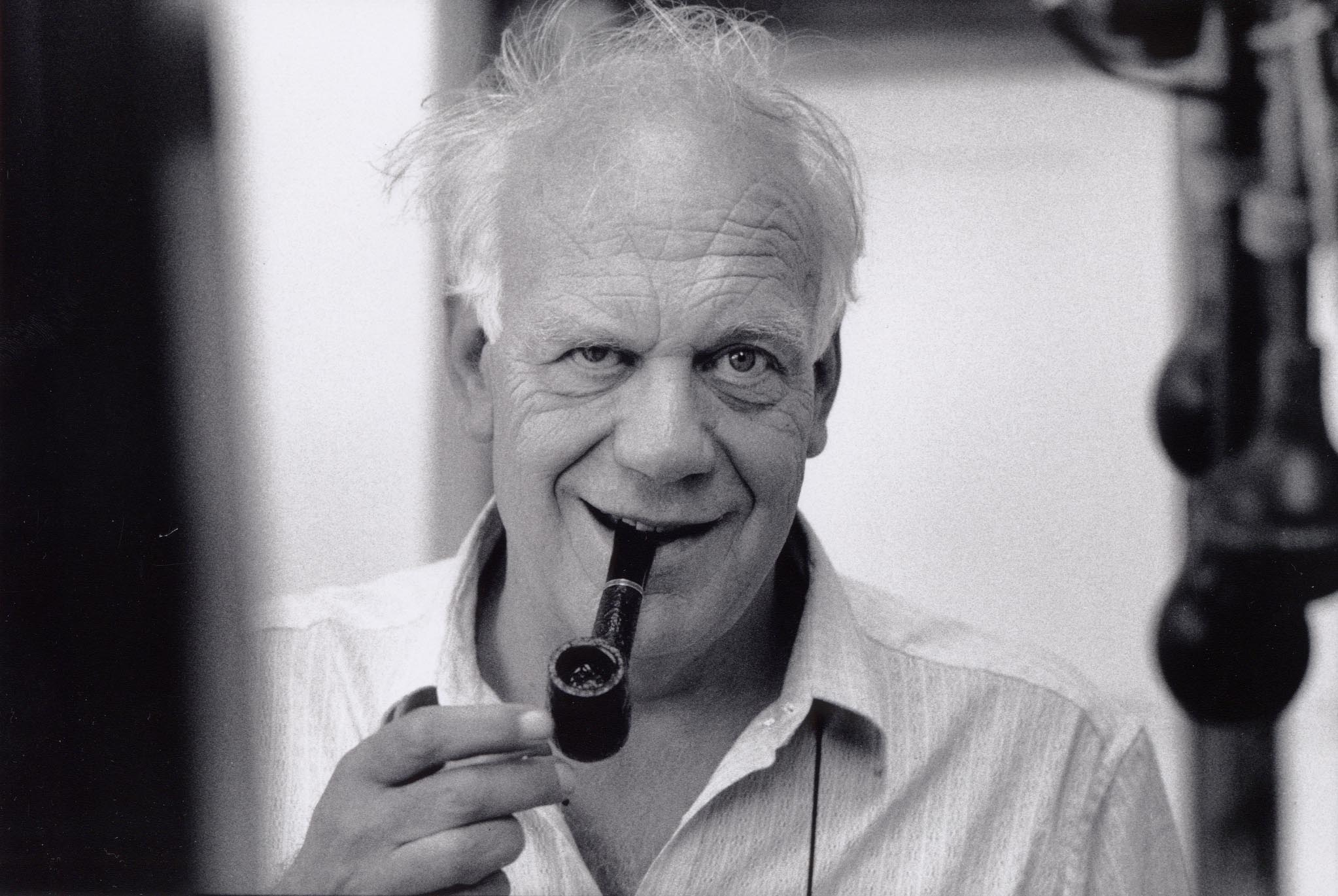
Franco Pacini

Franco Pacini (* 10. Mai 1939 in Florenz; † 25. Januar 2012 ebenda) war ein italienischer Astrophysiker.
Pacini besuchte die Schule in Urbino und studierte Physik in Pisa und Rom, wo er 1964 graduierte. Von 1967 bis 1973 war er an der Cornell University. Von 1975 bis 1978
war er Mitarbeiter der ESO, danach Professor für Astrophysik an der Universität Florenz und Leiter des dortigen Arcetri-Observatoriums.
1967 postulierte Pacini, dass stark magnetisierte Neutronensterne ihre Rotationsenergie abgeben könnten und einen starken Fluss an relativistischen Teilchen erzeugen. Die Entdeckung der Pulsare nur wenige Monate später bestätigten seine Theorie.
Pacini war Mitglied der Accademia Nazionale dei Lincei, Associate Member of the Royal Astronomical Society und Member of the American Astronomical Society. 1997 erhielt er den Preis der italienischen Regierung für Wissenschaften (Premio della Presidenza del Consiglio per la Scienza). Von 2001 bis 2003 war er Präsident der Internationalen Astronomischen Union.
Der im Jahr 2000 von Maura Tombelli und Luciano Tesi entdeckte Asteroid (25601) Francopacini wurde nach ihm benannt.